# Route nationale 501
Pour les articles homonymes, voir Route 501.
La route nationale 501, ou RN 501, est une ancienne route nationale française ayant connu deux itinéraires différents.

## Histoire
La première route nationale 501 a été créée dans les années 1930 par classement de chemins de grande communication entre Planfoy et Montfaucon-en-Velay :
- Gc 11 entre Planfoy et la frontière Loire/Haute-Loire ;
- Gc 18 entre la frontière Loire/Haute-Loire et Riotord ;
- Gc 10 entre Riotord et Montfaucon-en-Velay.

La réforme de 1972 déclasse cette section de route et elle devient la RD 501 dans les deux départements traversés, la Loire et la Haute-Loire.
Une autre RN 501 reliait Annecy à l'A 41, reliant la RN 508 à la RN 201. Elle est déclassée en 2006 et devient la RD 1501.

## Ancien tracé de Planfoy à Montfaucon-en-Velay
- Planfoy
- Saint-Genest-Malifaux
- Riotord
- Dunières
- Montfaucon-en-Velay